# Masłowiczki
Masłowiczki [pronunciación en polaco: /maswɔˈvit͡ʂki/] (en casubio: Masłowiczczi) es un pueblo ubicado en el distrito administrativo de Gmina Tuchomie, dentro del Condado de Bytów, Voivodato de Pomerania, en Polonia del norte. Se encuentra aproximadamente a 9 kilómetros al suroeste de Tuchomie, a 19 kilómetros al oeste de Bytów, y a 97 kilómetros al oeste de la capital regional Gdańsk.
Para detalles de la historia de la región, véase Historia de Pomerania.
El pueblo tiene una población de 84 habitantes.